# Malta Air
Ne doit pas être confondu avec Air Malta ou KM Malta Airlines.
Malta Air est une compagnie aérienne à bas prix basée à Malte. Il s'agit d'une coentreprise entre Ryanair et le gouvernement de Malte.
La nouvelle compagnie aérienne exploite initialement six anciens avions de Ryanair. Ryanair prévoit d'attribuer 61 routes qu'elle exploite à destination et en provenance de Malte à cette nouvelle compagnie aérienne et il est prévu d'étendre le réseau au-delà. Cependant, ces plans sont revus en mai 2020, lorsque le licenciement d'un tiers de l'effectif de 179 pilotes et membres d'équipage de cabine est annoncé en réaction à la crise du COVID-19.

## Histoire
Le 9 juin 2019, Ryanair annonce, avec le gouvernement de Malte, la création d'une filiale aérienne appelée Malta Air,. Elle voit le jour avec une flotte initiale de six appareils et assure les 61 vols opérés par Ryanair depuis l'île,. La flotte est immatriculée à Malte tandis qu'un nouveau hangar de réparation et d'entretien est également mis en place,. Ryanair transfère toutes ses opérations maltaises existantes à la nouvelle compagnie aérienne dont la flotte doit passer de 6 à 10 Boeing 737-800 et aux couleurs de Malta Air d'ici à mi-2020.
Selon Corporate Dispatch, le premier avion de Ryanair affichant « exploité par Malta Air » juste devant la porte passager est aperçu le 20 juin 2019 à l'Aéroport de Londres-Stansted. À la fin du mois de septembre 2019, d'autres évolutions sur l'identité de Malta Air sur les vols Ryanair voient le jour comme des cartes de sécurité au dos des sièges passagers, ainsi que des annonces pour les agents de bord et le poste de pilotage.

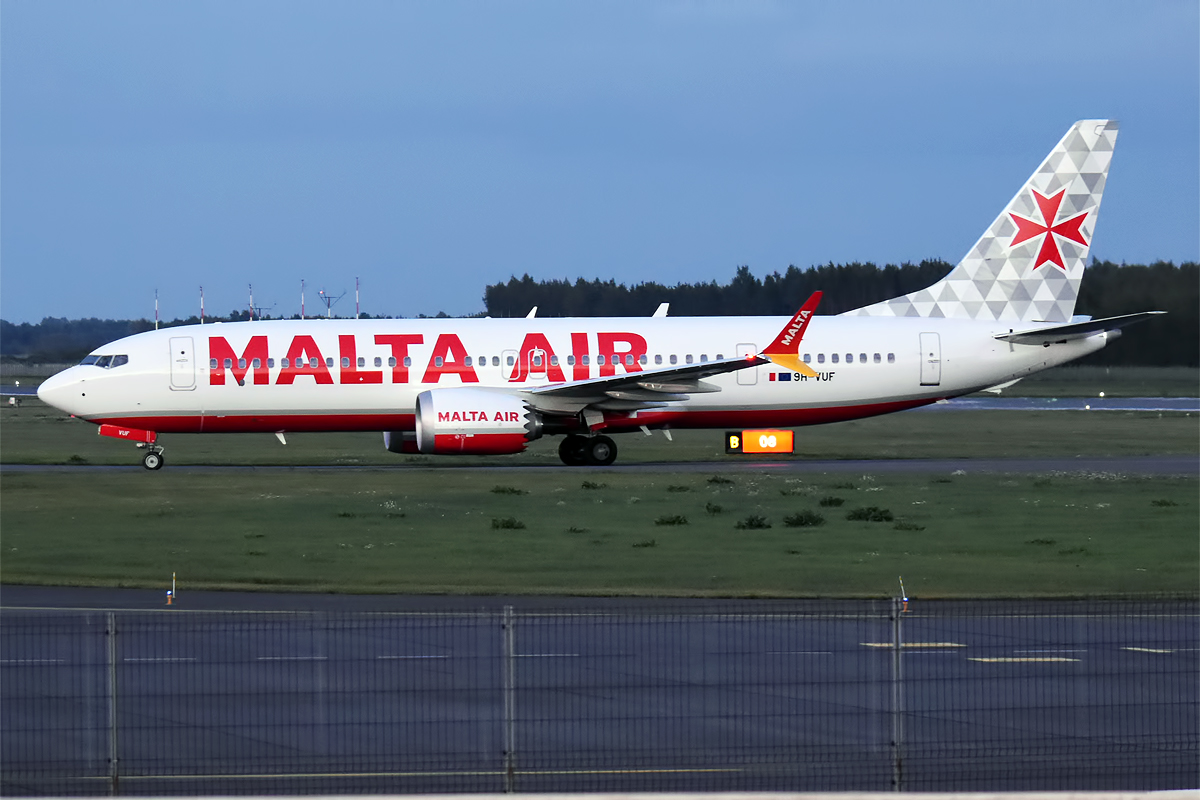
Un Boeing 737-8-200 de Malta Air avec sa propre livrée

Face à la pandémie de Covid-19 en mai 2020, Malta Air annonce procéder à des licenciements importants de ses pilotes et son personnel de cabine, après avoir proposé dans un premier temps une baisse de salaire de 10 %. Environ 20 pilotes et 40 membres d'équipage de cabine sur l'effectif total de 179 pilotes et membres d'équipage de cabine sont licencier le 30 juin 2020.
En juillet 2021, Malta Air reçoit son premier Boeing 737 MAX 200. L'avion, immatriculé 9H-VUA, est le premier à être peint dans la livrée de Malta Air. Il s'agit également du premier avion à être livré directement à Malta Air par le constructeur, car son précédent Boeing 737-800 avait été transféré de sa société mère, Ryanair. Cinq autres exemplaires de ce type sont livrés aux couleurs de Malta Air entre juillet et août 2021, bien que le reste de sa flotte MAX 200 arbore les couleurs de Ryanair afin de faciliter les correspondances entre les différents contrôles opérationnels aéronautiques.

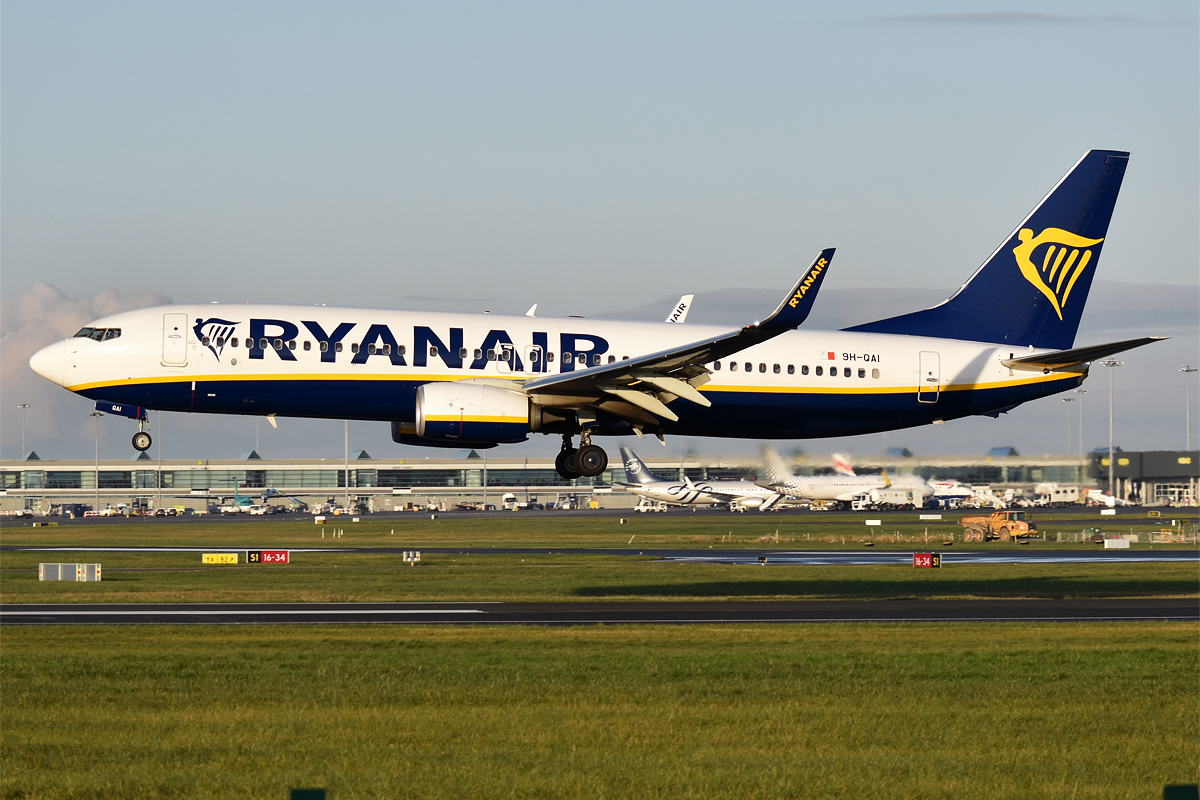
Un Boeing 737-800 de Malta Air encore aux couleurs de Ryanair en décembre 2019

En juin 2024, cinq ans après la création de la compagnie aérienne, Ryanair a repris la part privilégiée du gouvernement maltais dans Malta Air. pour la somme convenue au préalable de 25 000 €.

## Flotte
En juillet 2025, Malta Air exploite la flotte suivante, :
| Appareil           | En service | Commande | Passagers | Remarques                                                 |
| ------------------ | ---------- | -------- | --------- | --------------------------------------------------------- |
| Boeing 737-800     | 136        | —        | 189       | Transféré de Ryanair et Buzz.                             |
| Boeing 737 MAX 200 | 43         | —        | 197       | 8 d'entre eux devaient initialement être livrés à Ryanair |
| Total              | 179        | —        |           |                                                           |

Les avions de Malta Air portent actuellement principalement la livrée de Ryanair, mais les avions portant notamment les numéros d'immatriculation 9H-VUA, 9H-VUB, 9H-VUC, 9H-VUD, 9H-VUE et 9H-VUF, ont leur propre livrée de Malta Air. 

## Accidents et incidents
Le 19 avril 2022, un Boeing 737-800 immatriculé 9H-QEL rencontre des problèmes de train avant, provoquant un décrochage sur la piste de l'aéroport Willy-Brandt de Berlin-Brandebourg. L'appareil est resté sur la piste pendant une heure et demie avant d'être réparé. Il est remis en service le lendemain.